# Kaplica Matki Boskiej Bolesnej w Strzybnicy
Kaplica Matki Boskiej Bolesnej w Strzybnicy – rzymskokatolicka kaplica wybudowana w połowie XVIII wieku (najprawdopodobniej w 1756 roku) w Strzybnicy (obecnie dzielnica Tarnowskich Gór), wpisana do rejestru zabytków nieruchomych województwa śląskiego.

## Lokalizacja
Kaplica położona jest u zbiegu ulic Sudeckiej, Kombatantów, Kościelnej i Generała Pułaskiego (dawniej 1 Maja i Poprzecznej) przed domem przy ul. Kombatantów 33, na terenie Piasecznej – dawniej odrębnej miejscowości, która w 1924 roku połączona została ze Strzybnicą, a wraz z nią w 1975 roku weszła w skład Tarnowskich Gór. 

## Architektura

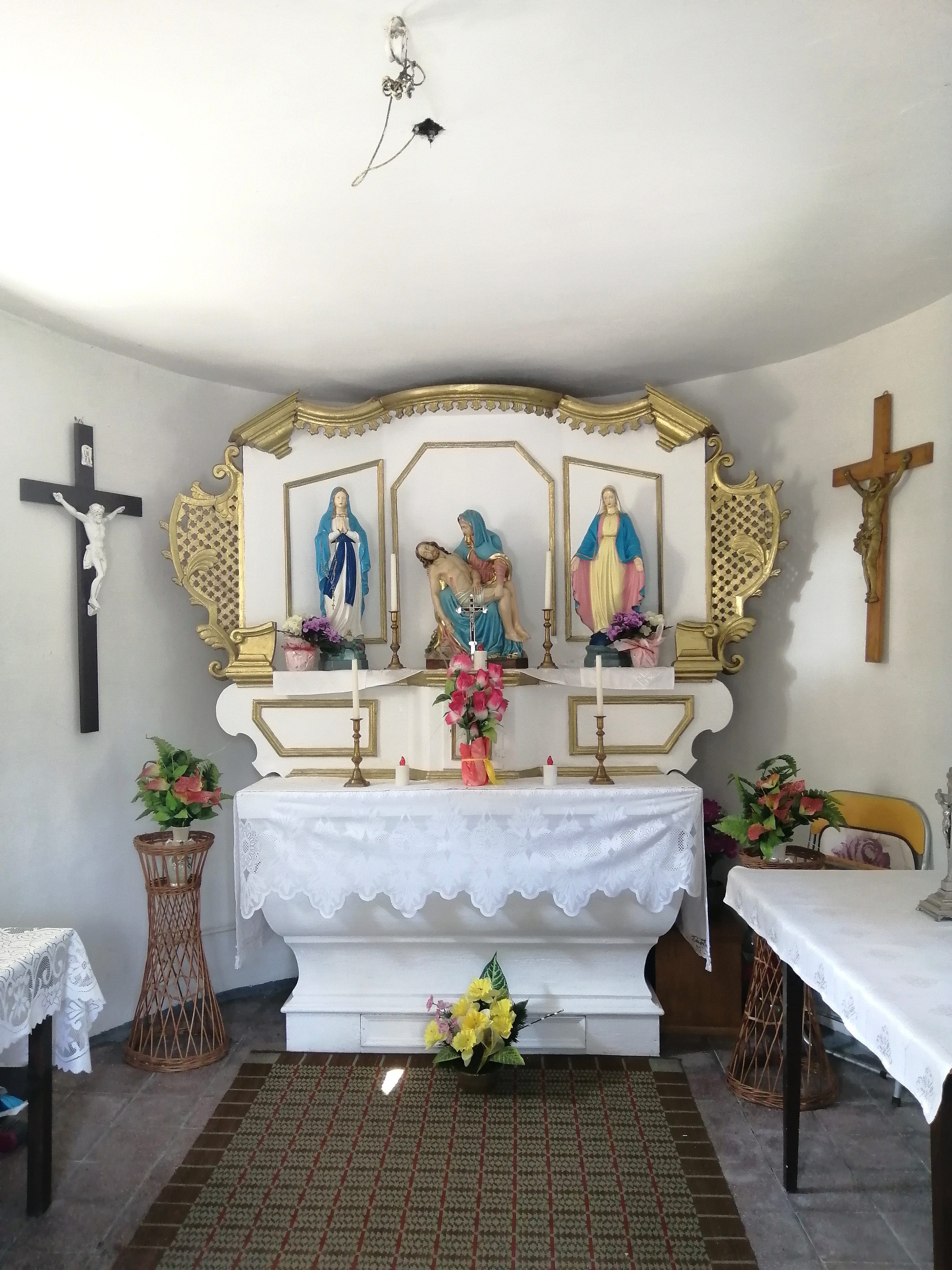
Wnętrze kaplicy (zdj. 2021)

Kaplica wolnostojąca, założona na rzucie ośmiokąta, jednonawowa, murowana, otynkowana, pomalowana na biało z wejściem zwieńczonym półkoliście, nad którym znajduje się niewielki, pokryty gontem okap. W bocznych ścianach niewielkie okienka. Dach ośmiospadowy pokryty gontem, zwieńczony drewnianą latarnią ze stalowym krzyżem lotaryńskim na szczycie.
Dawniej od frontu kaplicy znajdował się prostokątny, drewniany ganek wsparty na ośmiu zdobionych kolumnach, nakryty trójspadowym dachem krytym papą.
Kaplica stoi nieco powyżej poziomu drogi, prowadzą do niej trzy schodki. Przed wejściem znajduje się rabata kwiatowa oraz rosną dwa żywotniki. Po lewej stronie stoi wpisany do Gminnej Ewidencji Zabytków drewniany krzyż z ok. 1920–1930 roku.

### Wyposażenie
Naprzeciw wejścia znajduje się szeroki ołtarz z trzema figurami ludowymi: pietą (pośrodku) oraz Matki Bożej Niepokalanej i Różańcowej po obu jej stronach.